# 스자쿠 천황
스자쿠 천황(일본어: 朱雀天皇, 923년 9월 7일 ~ 952년 9월 6일)은 제61대 일본 천황이다. 휘는 유타아키라(寛明)이다.

## 약력
엔초 4년(926년)에 동궁(東宮)이 되었다. 형인 야스아키라 친왕(保明親王)과 그 아들 요시요리 왕(慶頼王)까지 부자가 2대에 걸쳐 모두 요절하고, 이를 원령의 저주라 여겨 두려워했던 어머니 온시는 몇 겹으로 된 휘장 속에서 훗날 태자로서 천황으로 즉위하게 될 유타아키라 친왕을 키웠다고 한다. 엔초 8년(930년), 다이고 천황(醍醐天皇)이 사망하자 같은 해 9월에 천조(踐祚)를 거쳐 동년 11월에 8세의 나이로 즉위하였다. 정치는 백부인 후지와라노 다다히라(藤原忠平)가 셋칸(攝關)으로서 맡게 되었다.
치세중인 조헤이(承平) 5년(935년) 2월, 다이라노 마사카도(平将門)가 간토에서, 이듬해에는 세토 내해(瀬戸内海)에서 후지와라노 스미토모(藤原純友)가 난을 일으켰다(조헤이·덴교의 난). 이에 대해 조정은 회유책을 시도했지만 잘 되지 않았고 덴교 3년(940년), 후지와라노 다다후미(藤原忠文)를 세이이다이쇼군(征東大将軍)으로 삼아 마사카도 정벌을 위한 군을 보냈고, 다다후미가 간토에 도착하기도 전에 시모쓰케의 압령사 후지와라노 히데사토(藤原秀郷)의 손에 의해 다이라노 마사카도는 토벌되었다. 이듬해에 후지와라노 스미토모가 이요의 경고사 다치바나노 도야스(橘遠保)에게 토벌됨으로써 난은 간신히 수습되었다.
치세 중에 후지 산(富士山)의 분화나 지진·홍수 등의 재해가 많았으며, 자식이 없었기에 남동생인 나리아키라 친왕(成明親王, 후의 무라카미 천황)에 양위하고 닌나지(仁和寺)에 들어갔다. 그러나 그 뒤 양위한 것을 후회하고 다시 복위하려 했다고도 한다. 덴랴쿠(天暦) 6년(952년)에 출가하였고 그 해에 30세의 나이로 사망하였다.

## 가계도
- 뇨고(女御) : 히로코 여왕(熈子女王 921/923?~950) - 다이고천황의 손녀이자 야스아키라친왕의 왕녀
  - 황녀 : 마사코 내친왕(昌子 内親王) (950~1000)
- 뇨고(女御) : 후지와라노 요시코(藤原慶子) (?~951) - 후지와라노 사네요리(藤原 実頼)의 딸

## 시호
양위한 뒤 스자쿠인(朱雀院)을 거처로 삼았던 데서 「스자쿠인(朱雀院)」이라 추시되었다. 스자쿠인은 사가 천황(嵯峨天皇)의 시대인 조와(承和) 연간에 세워진 것으로 보이며, 우다 천황(宇多天皇)이 정비하여 양위 뒤에 처음 거주하였고, 스자쿠 천황은 이곳을 다시 수리하고 똑같이 양위한 뒤 거주하였다. 헤이안 시대(平安時代) 역대 천황들이 양위한 뒤 거처하던 곳을 고인(後院)이라 했는데, 스자쿠인은 주작대로 서쪽의 3조(三条) 남쪽과 4조(四条) 북쪽에 위치해 있었고, 우쿄(右京) 4조 한 방의 동쪽 여덟 정(町)을 차지했는데, 이는 대궐인 다이다이리(大內裏) 다음가는 규모였으며 다이리(內裏)에 준하여 인수전(仁寿殿), 의양전(宜陽殿) 등의 건물도 있었다고 한다. 스자쿠인은 덴랴쿠 4년(950년)에 화재로 소실되고 무라카미 천황이 다시 재건하였으나, 엔유 천황(円融天皇) 이후로는 고인으로서의 쓰이지 않게 되어 차츰 버려졌으며, 그 역할을 사토다이리(里內裏)로 넘겨주게 된다.

## 같이 보기
- 일본 천황
- 고스자쿠 천황